# Gaël Kakudji
Gaël Kakudji (Luik, 6 juli 1999) is een Congolees-Belgisch voetballer, die doorgaans speelt als rechtervleugelverdediger. Kakudji maakte in 2020 de overstap van Royal Antwerp FC naar RFC Seraing.

## Clubcarrière
Kakudji werd geboren in Luik en is van Congolese afkomst. Hij genoot zijn jeugdopleiding bij RFC Seraing en AA Gent. Hij maakte in 2018 de overstap van Gent naar Royal Antwerp FC, waar hij op 9 december 2018 tegen Cercle Brugge zijn eerste officiële wedstrijd speelde. Drie maanden later ondertekende hij zijn eerste profcontract bij Antwerp.
Nadat hij geen verdere speelkansen kreeg in het eerste elftal van Antwerp, maakte Kakudji in juni 2020 de overstap naar RFC Seraing, waar hij een deel van zijn jeugdopleiding genoten had. Hij maakte de overstap samen met Antoine Bernier. Eind augustus besloot de club hem tot het einde van het seizoen uit te lenen aan RFC Luik. Een dag later scoorde Kakudji meteen in een oefenwedstrijd tegen RCS Verlaine, maar nadien slaagde hij er – voornamelijk vanwege de vroegtijdige stopzetting van de competitie vanwege de coronapandemie – niet in om officiële speelminuten te vergaren bij de vijfvoudige landskampioen.

## Clubstatistieken
| Seizoen         | Club            | Land            | Competitie         | Competitie | Competitie | Beker | Beker | Supercup | Supercup | Europees | Europees | Totaal | Totaal |
| Seizoen         | Club            | Land            | Competitie         | Wed.       | Dlp.       | Wed.  | Dlp.  | Wed.     | Dlp.     | Wed.     | Dlp.     | Wed.   | Dlp.   |
| --------------- | --------------- | --------------- | ------------------ | ---------- | ---------- | ----- | ----- | -------- | -------- | -------- | -------- | ------ | ------ |
| 2018/19         | Antwerp FC      | Vlag van België | Jupiler Pro League | 1          | 0          | 0     | 0     | —        | —        | —        | —        | 1      | 0      |
| 2019/20         | Antwerp FC      | Vlag van België | Jupiler Pro League | 0          | 0          | 0     | 0     | —        | —        | 0        | 0        | 0      | 0      |
| 2020/21         | RFC Seraing     | Vlag van België | Eerste klasse B    | 0          | 0          | 0     | 0     | —        | —        | —        | —        | 0      | 0      |
| 2020/21         | → RFC Luik      | Vlag van België | Eerste nationale   | 0          | 0          | 0     | 0     | —        | —        | —        | —        | 0      | 0      |
| Carrière totaal | Carrière totaal | Carrière totaal | Carrière totaal    | 1          | 0          | 0     | 0     | 0        | 0        | 0        | 0        | 1      | 0      |

Bijgewerkt op 25 mei 2021.